# پی‌یر نانترم
پیر نانترم، (به فرانسوی: Pierre Nanterme) (زاده ۱۹۵۹ - ۳۱ ژانویه ۲۰۱۹) کارآفرین، بازرگان و مدیر ارشد اجرایی فرانسوی است، که مدتی به‌عنوان مدیر عامل اجرایی شرکت اکسنچر فعالیت می‌کرد.